# Michel Sabbah
Michel Sabbah (arab. ‏ميشيل صباح‎; ur. 19 marca 1933 w Nazarecie) – palestyński duchowny rzymskokatolicki, doktor nauk humanistycznych, rektor Uniwersytetu w Betlejem w latach 1980–1988, łaciński patriarcha Jerozolimy i tym samym wielki przeor Zakonu Rycerskiego Grobu Bożego w latach 1987–2008, przewodniczący Konferencji Biskupów Łacińskich Regionów Arabskich w latach 1987–2008, przewodniczący Zgromadzenia Ordynariuszy Katolickich Ziemi Świętej w latach 1992–2008, od 2008 arcybiskup senior łacińskiego patriarchatu Jerozolimy.

## Życiorys
Arcybiskup Michel Sabbah urodził się 19 marca 1933 w Nazarecie. W październiku 1949 podjął naukę w Seminarium Patriarchatu Łacińskiego w Bajt Dżala (Beit Jala) koło Betlejem. 29 czerwca 1955 otrzymał święcenia kapłańskie z rąk patriarchy Alberto Goriego, po czym został wikariuszem parafii Madaba w Jordanii. Od 1957 wykładał język arabski w seminarium, które wcześniej ukończył. W latach 1959–1964 studiował filologię arabską na Uniwersytecie Świętego Józefa w Bejrucie. Od 1964 zajmował się w jerozolimskiej łacińskiej kurii patriarchalnej sprawami młodzieży. Od 1966 zarządzał szkołami prowadzonymi przez diecezję patriarchalną. W 1968 wyjechał do Dżibuti, gdzie wykładał arabistykę i islamistykę dla pracujących tam Europejczyków. Po powrocie stamtąd w 1970 został proboszczem parafii Chrystusa Króla w Ammanie - stolicy Jordanii. W 1973 uzyskał doktorat z filologii arabskiej na Sorbonie. W 1980 został wybrany rektorem Uniwersytetu Betlejemskiego.
11 grudnia 1987 został wybrany na łacińskiego patriarchę Jerozolimy. 6 stycznia 1988 sakry biskupiej udzielił mu w bazylice św. Piotra na Watykanie papież Jan Paweł II. Jako patriarcha przyjął Jana Pawła II podczas jego pielgrzymki do Ziemi Świętej w 2000 roku. Pełnił urząd do czerwca 2008, kiedy nowym łacińskim patriarchą Jerozolimy wybrany został arcybiskup Fouad Twal.